# Grand Prix-wegrace van Rio de Janeiro
De Grand Prix van Rio de Janeiro voor motorfietsen was een motorsportrace, die tussen 1995 en 2004, met uitzondering van 1998, werd verreden en meetelde voor het wereldkampioenschap wegrace. Het evenement vond plaats op het Circuit van Jacarepagua.
Valentino Rossi is met zes overwinningen de recordhouder van deze Grand Prix, gevolgd door Mick Doohan, Olivier Jacque, Daijiro Kato en Manuel Poggiali, die elk twee overwinningen hebben.

Circuit van Jacarepagua

## Statistiek
| Editie | Seizoen | Circuit     | Klasse | Winnaar                   | Tweede                       | Derde                       | Poleposition                | Snelste ronde             |
| ------ | ------- | ----------- | ------ | ------------------------- | ---------------------------- | --------------------------- | --------------------------- | ------------------------- |
| 1      | 1995    | Jacarepaguá | 125 cc | Masaki Tokudome (Aprilia) | Gianluigi Scalvini (Aprilia) | Haruchika Aoki (Honda)      | Stefano Perugini (Aprilia)  | Herri Torrontegui (Honda) |
| 1      | 1995    | Jacarepaguá | 250 cc | Doriano Romboni (Honda)   | Max Biaggi (Aprilia)         | Tadayuki Okada (Honda)      | Max Biaggi (Aprilia)        | Tetsuya Harada (Yamaha)   |
| 1      | 1995    | Jacarepaguá | 500 cc | Luca Cadalora (Yamaha)    | Mick Doohan (Honda)          | Norifumi Abe (Yamaha)       | Mick Doohan (Honda)         | Luca Cadalora (Yamaha)    |
|        |         |             |        |                           |                              |                             |                             |                           |
| 2      | 1996    | Jacarepaguá | 125 cc | Haruchika Aoki (Honda)    | Emilio Alzamora (Honda)      | Masaki Tokudome (Aprilia)   | Haruchika Aoki (Honda)      | Haruchika Aoki (Honda)    |
| 2      | 1996    | Jacarepaguá | 250 cc | Olivier Jacque (Honda)    | Ralf Waldmann (Honda)        | Jürgen Fuchs (Honda)        | Olivier Jacque (Honda)      | Olivier Jacque (Honda)    |
| 2      | 1996    | Jacarepaguá | 500 cc | Mick Doohan (Honda)       | Àlex Crivillé (Honda)        | Norifumi Abe (Yamaha)       | Mick Doohan (Honda)         | Mick Doohan (Honda)       |
|        |         |             |        |                           |                              |                             |                             |                           |
| 3      | 1997    | Jacarepaguá | 125 cc | Valentino Rossi (Aprilia) | Noboru Ueda (Honda)          | Youichi Ui (Aprilia)        | Noboru Ueda (Honda)         | Valentino Rossi (Aprilia) |
| 3      | 1997    | Jacarepaguá | 250 cc | Olivier Jacque (Honda)    | Tetsuya Harada (Aprilia)     | Tohru Ukawa (Honda)         | Olivier Jacque (Honda)      | Olivier Jacque (Honda)    |
| 3      | 1997    | Jacarepaguá | 500 cc | Mick Doohan (Honda)       | Tadayuki Okada (Honda)       | Luca Cadalora (Yamaha)      | Mick Doohan (Honda)         | Tadayuki Okada (Honda)    |
|        |         |             |        |                           |                              |                             |                             |                           |
| 4      | 1999    | Jacarepaguá | 125 cc | Noboru Ueda (Honda)       | Marco Melandri (Honda)       | Emilio Alzamora (Honda)     | Marco Melandri (Honda)      | Marco Melandri (Honda)    |
| 4      | 1999    | Jacarepaguá | 250 cc | Valentino Rossi (Aprilia) | Tohru Ukawa (Honda)          | Loris Capirossi (Honda)     | Olivier Jacque (Yamaha)     | Valentino Rossi (Aprilia) |
| 4      | 1999    | Jacarepaguá | 500 cc | Norifumi Abe (Yamaha)     | Max Biaggi (Yamaha)          | Kenny Roberts, Jr. (Suzuki) | Kenny Roberts, Jr. (Suzuki) | Max Biaggi (Yamaha)       |
|        |         |             |        |                           |                              |                             |                             |                           |
| 5      | 2000    | Jacarepaguá | 125 cc | Simone Sanna (Aprilia)    | Masao Azuma (Honda)          | Youichi Ui (Derbi)          | Roberto Locatelli (Aprilia) | Mirko Giansanti (Honda)   |
| 5      | 2000    | Jacarepaguá | 250 cc | Daijiro Kato (Honda)      | Tohru Ukawa (Honda)          | Marco Melandri (Aprilia)    | Marco Melandri (Aprilia)    | Olivier Jacque (Yamaha)   |
| 5      | 2000    | Jacarepaguá | 500 cc | Valentino Rossi (Honda)   | Alex Barros (Honda)          | Garry McCoy (Yamaha)        | Max Biaggi (Yamaha)         | Valentino Rossi (Honda)   |
|        |         |             |        |                           |                              |                             |                             |                           |
| 6      | 2001    | Jacarepaguá | 125 cc | Youichi Ui (Derbi)        | Simone Sanna (Aprilia)       | Arnaud Vincent (Honda)      | Youichi Ui (Derbi)          | Simone Sanna (Aprilia)    |
| 6      | 2001    | Jacarepaguá | 250 cc | Daijiro Kato (Honda)      | Marco Melandri (Aprilia)     | Roberto Locatelli (Aprilia) | Fonsi Nieto (Aprilia)       | Marco Melandri (Aprilia)  |
| 6      | 2001    | Jacarepaguá | 500 cc | Valentino Rossi (Honda)   | Carlos Checa (Yamaha)        | Max Biaggi (Yamaha)         | Tohru Ukawa (Honda)         | Valentino Rossi (Honda)   |
|        |         |             |        |                           |                              |                             |                             |                           |
| 7      | 2002    | Jacarepaguá | 125 cc | Masao Azuma (Honda)       | Arnaud Vincent (Aprilia)     | Manuel Poggiali (Gilera)    | Manuel Poggiali (Gilera)    | Masao Azuma (Honda)       |
| 7      | 2002    | Jacarepaguá | 250 cc | Sebastián Porto (Yamaha)  | Roberto Rolfo (Honda)        | Franco Battaini (Aprilia)   | Randy de Puniet (Aprilia)   | Sebastián Porto (Yamaha)  |
| 7      | 2002    | Jacarepaguá | MotoGP | Valentino Rossi (Honda)   | Max Biaggi (Yamaha)          | Kenny Roberts, Jr. (Suzuki) | Max Biaggi (Yamaha)         | Carlos Checa (Yamaha)     |
|        |         |             |        |                           |                              |                             |                             |                           |
| 8      | 2003    | Jacarepaguá | 125 cc | Jorge Lorenzo (Derbi)     | Casey Stoner (Aprilia)       | Alex de Angelis (Aprilia)   | Dani Pedrosa (Honda)        | Dani Pedrosa (Honda)      |
| 8      | 2003    | Jacarepaguá | 250 cc | Manuel Poggiali (Aprilia) | Roberto Rolfo (Honda)        | Randy de Puniet (Aprilia)   | Toni Elías (Aprilia)        | Manuel Poggiali (Aprilia) |
| 8      | 2003    | Jacarepaguá | MotoGP | Valentino Rossi (Honda)   | Sete Gibernau (Honda)        | Makoto Tamada (Honda)       | Valentino Rossi (Honda)     | Valentino Rossi (Honda)   |
|        |         |             |        |                           |                              |                             |                             |                           |
| 9      | 2004    | Jacarepaguá | 125 cc | Héctor Barberá (Aprilia)  | Casey Stoner (KTM)           | Andrea Dovizioso (Honda)    | Héctor Barberá (Aprilia)    | Héctor Barberá (Aprilia)  |
| 9      | 2004    | Jacarepaguá | 250 cc | Manuel Poggiali (Aprilia) | Dani Pedrosa (Honda)         | Toni Elías (Honda)          | Sebastián Porto (Aprilia)   | Sebastián Porto (Aprilia) |
| 9      | 2004    | Jacarepaguá | MotoGP | Makoto Tamada (Honda)     | Max Biaggi (Honda)           | Nicky Hayden (Honda)        | Kenny Roberts, Jr. (Suzuki) | Makoto Tamada (Honda)     |

## Noot
1. ↑  Officieel vond er geen telling plaats

1995 · 1996 · 1997 · 1999 · 2000 · 2001 · 2002 · 2003 · 2004